# Jimmy Carl Black
Jimmy Carl Black (1. února 1938, El Paso, Texas, Spojené státy – 1. listopadu 2008, Londýn, Anglie, Spojené království), rodné jméno James Inkanish, Jr., byl americký bubeník a zpěvák skupiny The Mothers of Invention.

## Skupiny
- The Keys (1962 - ?)
- The Soul Giants (1964)
- The Mothers of Invention (1964–1969)
- Geronimo Black (1970–1973)
- The Valley Loboys (70. léta)
- Brown Black And Blue + Arthur Brown (1980)
- The Grandmothers (1980)
- Jimmy Carl Black and the Mannish Boys (1987)
- The Jack & Jim Show (with Eugene Chadbourne, 1991–1994, 2007)
- The Farrell and Black Band (1995)
- The Muffin Men (1992)
- Sandro Oliva & the Blue Pampurio's (1996)
- Jon Larsen's Strange News From Mars Band (2006–2008)

## Diskografie

### Sólová
- Clearly Classic (1981)
- A Lil' Dab'l Do Ya (1987) – jako Jimmy Carl Black & Mannish Boys
- Brown, Black & Blue (1991) – jako Arthur Brown & Jimmy Carl Black
- When Do We Get Paid? (1998)
- Drummin' the Blues (2001)
- Is Singin' the Blues (2002)
- Hamburger Midnight (2002) – jako BEP (Jimmy Carl Black, Roy Estrada and Mike Pini)
- Mercedes Benz (2003) – jako Jimmy Carl Black & the X-Tra Combo
- Indian Rock Songs from Jimmy Carl Black (2005) – koncertní album
- How Blue Can You Get? (2006)
- Where's the $%&#@ Beer? (2008)
- I Just Got in from Texas (2008) – jako Chris Holzhaus, Jimmy Carl Black & Louis Terrazas
- Can I Borrow a Couple of Bucks Until the End of the Week? (2008)
- I'm Not Living Very Extravagantly, I'll Tell You for Sure... (2008)
- Where's My Waitress? (2008)
- If We'd All Been Living in California... (2008)
- Black/Brown/Stone (2009) – jako Jimmy Carl Black, Steven De Bruyn & Jos Steen
- Live All-Stars (2009) – koncertní album – jako Jimmy Carl Black & the Route 66 All-Star Blues Band
- More Rockin' Blues (2009) – jako Jimmy Carl Black & the Route 66 All-Star Blues Band
- Live in Steinbach (2009) – koncertní album – jako Jimmy Carl Black, Mick Pini & Uwe Jesdinsky

### The Mothers of Invention
- Freak Out! (1966)
- Absolutely Free (1967)
- We're Only in It for the Money (1967)
- Cruising with Ruben & the Jets (1968)
- Uncle Meat (1969)
- Mothermania: The Best of the Mothers (1969) – kompilace
- Burnt Weeny Sandwich (1970)
- Weasels Ripped My Flesh (1970)
- 200 Motels (1971)
- Ahead of Their Time (1993)

### Frank Zappa
- Lumpy Gravy (1967)
- Confidential (1974) – koncertní album
- Remington Electric Razor (1980) – koncertní album
- You Are What You Is (1981)
- The Supplement Tape (1990) – kompilace
- Tis the Season to Be Jelly (1991) – koncertní album
- The Ark (1991) – koncertní album
- Our Man in Nirvana (1992) – koncertní album
- Electric Aunt Jemima (1992) – koncertní album
- Lost Episodes (1996) – kompilace
- Cheap Thrills (1998) – kompilace

### Ostatní
- Permanent Damage (The G.T.O.'s, 1969)
- Geronimo Black (Geronimo Black, 1972)
- In Heat (Big Sonny and the Lo Boys, 1979)
- Welcome Back (Geronimo Black, 1980)
- The Highway Cafe of the Damned (Austin Lounge Lizards, 1988)
- Locked in a Dutch Coffeeshop (Eugene Chadbourne, 1993)
- A Mother of an Anthology (The Grandmothers, 1995)
- Ant-Bee with My Favorite "Vegetables" & Other Bizarre Muzik (Ant-Bee, 1994)
- Vile Foamy Ectoplasm (Don Preston, 1994)
- Dreams on Long Play (The Grandmothers, 1995)
- Pachuco Cadaver (Eugene Chadbourne, 1995)
- Jesse Helms Busted with Pornography (Eugene Chadbourne, 1996)
- Uncle Jimmy's Master Plan (Eugene Chadbourne, 1996)
- Chadbourne Barber Shop (Eugene Chadbourne, 1996)
- Frankincense: The Muffin Men Play Frank Zappa (The Muffin Men, 1998)
- Lunar Muzik (Ant-Bee, 1998)
- Eating the Astoria (The Grandmothers, 2000)
- Communication Is Overrated (Eugene Chadbourne, 2000)
- 2001: A Spaced Odyssey (Eugene Chadbourne, 2001)
- The Taste of the Leftovers (Eugene Chadbourne, 2001)
- The Perfect C&W Duo's Tribute to Jesse Helms (Eugene Chadbourne, 2001)
- The Early Years (Eugene Chadbourne, 2001)
- The Jack & Jim Show- 2001: A Spaced Odyssey (Eugene Chadbourne, 2001)
- The Eternal Question (The Grandmothers, 2001)
- Portrait of Jon Larsen (Jon Larsen, 2003)
- Roland Kirk Memorial Barbecue (Blind Riders on Mad Horses, 2004)
- Strange News from Mars (Jon Larsen, 2007)